# Gaig blau oriental
El gaig blau oriental (Eurystomus orientalis) és una espècie d'ocell de la família dels coràcids (Coraciidae) que habita boscos i sabanes d'Àsia oriental i Austràlia, des de Sibèria sud-oriental cap al sud, a través del Japó, Corea, est de la Xina, Hainan, Indoxina, Filipines, Indonèsia i Nova Guinea, fins al nord i l'est d'Austràlia, i el nord de l'Índia, habitant també a les illes Andaman i Nicobar, Sri Lanka i sud de l'Índia.